# 지방도 제747호선
지방도 제747호선은 전북특별자치도 고창군 성내면 용전삼거리에서 부안군 동진면 팔왕삼거리를 잇는 전북특별자치도의 지방도이다.

## 주요 경유지
- 고창군
  - 성내면 용전삼거리 - 신림리 - 양계리 - 성내초등학교 - 성내면사무소 - 성내보건지소 - 성내농협 - 신성리 - 덕산리 - 미개통 구간
- 정읍시
  - 고부면 (미개통 구간 : 백운리 - 강고리 - 신흥리) - 고부천교 하단 - 관청리 - 용흥리
  - 영원면 풍월리 - 앵성리 - (노교)
- 부안군
  - 백산면 죽림리 - 신평리 - 평교리 - 덕신리
  - 동진면 팔왕 교차로 - 팔왕삼거리

## 도로명
- 고창군 성내면 용전삼거리 ~ 성내보건지소 : 낙산로
- 고창군 성내면 성내농협 ~ 덕산리 : 근촌로
- 정읍시 고부면 고부천교 하단 - (노교) : 부월길
- 정읍시 고부면 (노교) ~ 부안군 백산면 평교리 : 신죽로
- 부안군 백산면 평교리 ~ 동진면 팔왕삼거리 : 덕신로